# Bahnhof Kaišiadorys
Der Bahnhof Kaišiadorys ist ein Bahnhof in der Stadt Kaišiadorys im Distrikt Kaunas in Litauen. Der Bahnhof liegt an der Lentvaris–Tschernyschewskoje und ist Ausgangspunkt einer Strecke nach Liepāja (Libau). Er wird von der nationalen litauischen Eisenbahngesellschaft Lietuvos geležinkeliai betrieben.
Der Bahnhof verfügt über ein Warteraum, Fahrkartenverkauf und Toiletten (auch behindertengerecht). Es ist ein Nichtraucherbahnhof. Kostenlose Parkplätze befinden sich in der Nähe.

## Geschichte
Der Bahnhof wurde 1861 eröffnet, als eine Verbindungsstrecke von der Warschau-Petersburger Eisenbahn-Gesellschaft nahe Vilnius bis zur preußischen Grenze bei Eydthkuhnen (heute Tschernyschewskoje) gebaut wurde. 1871 folgte die Strecke der Libau-Romny-Bahn nach Liepāja (Libau).